# Komisja Spraw Unii Europejskiej
Komisja Spraw Unii Europejskiej – stała komisja senacka, której przedmiotem działania są sprawy związane z członkostwem Rzeczypospolitej Polskiej w Unii Europejskiej, w szczególności zajmowanie stanowisk i wyrażanie opinii na temat projektów aktów prawnych Unii Europejskiej, projektów umów międzynarodowych, których stroną mają być Unia Europejska, Wspólnoty Europejskie lub ich państwa członkowskie oraz planów pracy Rady Unii Europejskiej i rocznych planów legislacyjnych Komisji Europejskiej. Jej zadaniem jest również rozpatrywanie informacji i innych dokumentów przedkładanych przez Radę Ministrów.W trakcie IX i X kadencji zamiast Komisji Spraw Zagranicznych istniała Komisja Spraw Zagranicznych i Unii Europejskiej. W XI kadencji Senatu, przywrócono istnienie osobnych komisji spraw zagranicznych i Spraw Unii Europejskiej.

## Prezydium komisji w Senacie XI kadencji
- Tomasz Grodzki (KO) – przewodniczący (od 4 grudnia 2024),
- Gabriela Morawska-Stanecka (KO) – zastępca przewodniczącego,
- Henryk Siedlaczek (KO) – zastępca przewodniczącego,
- Jacek Włosowicz (PiS) – zastępca przewodniczącego.
- Bogdan Klich (KO) – przewodniczący od 29 listopada do 17 listopada 2024.